# Xavier Giannoli
Xavier Giannoli (Neuilly-sur-Seine, 7 de març de 1972) és un director de cinema, guionista i productor francès. En 2010 va ser nomenat cavaller de l'Orde de les Arts i les Lletres.
El seu curtmetratge L'Interview va guanyar la Palma d'Or al festival de cinema de Canes de 1998, i un premi César el 1999.
La seva pel·lícula Illusions perdues va guanyar l'any 2022 set premis César, incloent-hi el de millor pel·lícula i el de millor adaptació.

## Biografia
Xavier Giannoli és fill del periodista Paul Giannoli i net de Roger Frey, qui va ser ministre del general de Gaulle.
El seu interès pel món del cinema va néixer amb nou anys, en un viatge en transbordador a Còrsega, quan va assistir a la projecció de la pel·lícula Toro salvatge, de Martin Scorsese. A partir d'aquí va escorcollar els videoclubs encadenant les pel·lícules còmiques dels germans Marx o Louis de Funès, amb els clàssics del cinema americà.
Després d'obtenir el seu títol en literatura a la universitat de la Sorbona, Xavier va aconseguir un contracte de pràctiques a la revista d'actualitat L'Express, on va coincidir amb Angelo Rinaldi i Jean-Pierre Dufreigne. Aquests dos periodistes li van encoratjar a obrir la seva pròpia productora de cinema, Elizabeth Films, i llençar-se a la direcció de curtmetratges.
L'any 1993 presenta el seu primer curtmetratge Le Condamné, amb Philippe Léotard i Christine Boisson, adaptació d'una novel·la de Jean-Paul Dubois. Li seguiran Terre sainte (1994), amb Jacques Bonnot; J'aime beaucoup ce que vous faites (1995), amb Mathilde Seigner; Dialogue au sommet (1996), amb François Cluzet; i L'Interview (1998), que va guanyar una Palma d'Or i un César.
Després de l'èxit del seu cinquè curtmetratge, Xavier dirigeix alguns anuncis publicitaris i fa tasques de producció per a Olivier Assayas. No serà fins a l'any 2003 que no dirigeix el seu primer llargmetratge, aquesta vegada inspirat en una novel·la homònima de Christian de Montella, Les Corps impatients (2003), amb Laura Smet i Nicolas Duvauchelle, dos actors amb qui tornarà a treballar a la seguent pel·lícula, Une aventure (2005).

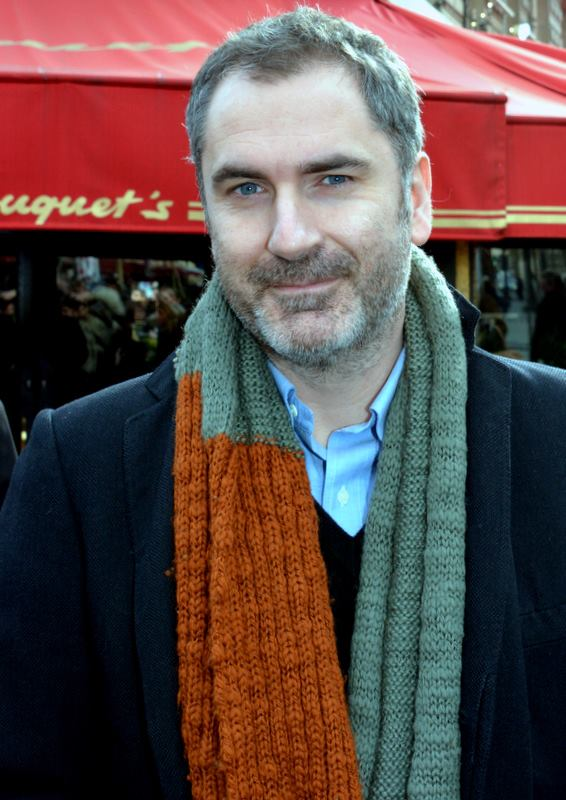
Xavier Giannoli al dinar dels nominats als premis César de 2016

Amb Chanson d'amour (2006), Xavier aconsegueix un dels seus somnis: dirigir a Gérard Depardieu, a qui considera un dels millors actors del cinema francès. Aquest film va estar seleccionat al festival de Canes. EuropaCorp, de Luc Besson, es va encarregar de la distribució, arribant a tenir quasi un milió d'espectadors a França.
Per al seu següent film, À l'origine (2009), Giannoli adapta una notícia real que va tenir lloc a Saint-Marceau, on un estafador es va fer passar per un contractista encarregat de reprendre l'obra d'una autopista. Pel seu paper en aquesta pel·lícula, l'actriu Emmanuelle Devos va guanyar el premi César a la millor actriu secundària.
L'any 2012 dirigeix Superstar, amb Kad Merad i Cécile de France als papers protagonistes. La pel·lícula adapta lliurament la novel·la L'Idole, de Serge Joncour, i va provocar una certa polèmica per les similituds entre el personatge de Merad i el de Roberto Benigni a A Roma amb amor, de Woody Allen. Durant un programa emès a France Inter, Xavier va declarar que no va prendre accions judicials a causa del cost del procediment.
Marguerite (2015) serà la seva sisena pel·lícula. Es tracta d'una coproducció entre França, Bèlgica i Txèquia, inspirat en la vida de la cantant americana Florence Foster Jenkins. Catherine Frot, l'actriu que va interpretar Florence, va guanyar un premi César i un Lumière per aquest treball. El film també va aconseguir els premis César al millor decorat, millor vestuari i al millor so.
Tres anys més tard, el director va escollir Vincent Lindon per protagonitzar L'aparició (2018), en el paper d'un periodista encarregat d'investigar diverses aparicions de la Verge Maria.
L'any 2021 va estrenar una altra adaptació literària: Illusions perdues (2021), basada en l'obra d'Honoré de Balzac. Aquest film es va estrenar a la mostra de Venècia i va estar nominat a quinze premis César. Va guanyar-ne set, i el seu èxit va ser tal que va provocar que les vendes del llibre en què es basava la pel·lícula es multipliquessin per vint-i-cinc.
En 2022 comença a dirigir la seva primera sèrie, anomenada Tikkoun. Es tracta d'una producció per a Canal+ sobre l'escàndol de les quotes d'emissió de CO₂. Aquesta estafa es va portar a terme a França, a finals de 2008, quan un grup d'estafadors es van fer rics comprant drets d'emissió sense IVA a una empresa fictícia d'un país estranger, abans de revendre-les a una altra empresa fictícia de França, carregant, ara si, l'impost sobre el valor afegit.

## Filmografia

### Com a director

#### Curtmetratges
- Le Condamné (1993).
- Terre sainte (1994).
- J'aime beaucoup ce que vous faites (1995).
- Dialogue au sommet (1996).
- L'interview (1998).

#### Pel·lícules
- Les Corps impatients (2003).
- Une aventure (2005).
- Chanson d'amour (2006).
- À l'origine (2009).
- Superstar (2012).
- Marguerite (2015).
- L'aparició (2018).
- Illusions perdues (2021).

#### Sèries
- Blow-UP. Episodi «Martin Scorsese par Xavier Giannoli» (2017).
- Tikkoun (2022) (en projecte).

### Com a productor
- Demonlover (2002), d'Olivier Assayas.
- Clean (2004), d'Olivier Assayas.
- Declaració de guerra (2011), de Valérie Donzelli. Com a productor associat.

### Com a actor
- Valerian i la ciutat dels mil planetes (2017), de Luc Besson. Com a Capità Norton.[21]

## Premis i nominacions
| Any  | Festival        | Categoria                                                       | Candidatura                        | Resultat  | Ref.   |
| ---- | --------------- | --------------------------------------------------------------- | ---------------------------------- | --------- | ------ |
| 1995 | Cognac          | Millor curtmetratge                                             | Terre sainte                       | Premiat   | [ 22 ] |
| 1996 | Clermon-Ferrand | Menció especial del jurat jove                                  | J'aime beaucoup ce que vous faites | Premiat   | [ 23 ] |
| 1997 | Premis César    | César al millor curtmetratge                                    | Dialogue au sommet                 | Nominació | [ 24 ] |
| 1998 | Canes           | Palma d'Or al millor curtmetratge                               | L'interview                        | Premiat   | [ 25 ] |
| 1998 | Torí            | Millor curtmetratge                                             | L'interview                        | Premiat   | [ 26 ] |
| 1999 | Premis César    | César al millor curtmetratge                                    | L'interview                        | Premiat   | [ 27 ] |
| 2003 | Tessalònica     | Alexandre d'Or                                                  | Les Corps impatients               | Nominació |        |
| 2006 | Canes           | Palma d'Or                                                      | Chanson d'amour                    | Nominació | [ 28 ] |
| 2007 | Premis César    | César a la millor pel·lícula                                    | Chanson d'amour                    | Nominació | [ 28 ] |
| 2007 | Premis César    | César al millor guió original                                   | Chanson d'amour                    | Nominació | [ 28 ] |
| 2007 | -               | Globe de Cristal a la millor pel·lícula                         | Chanson d'amour                    | Nominació | [ 28 ] |
| 2009 | Canes           | Palma d'Or                                                      | À l'origine                        | Nominació | [ 29 ] |
| 2010 | Premis César    | César al millor guió original                                   | À l'origine                        | Nominació | [ 29 ] |
| 2010 | Premis César    | César a la millor direcció                                      | À l'origine                        | Nominació | [ 29 ] |
| 2010 | Premis César    | César a la millor pel·lícula                                    | À l'origine                        | Nominació | [ 29 ] |
| 2010 | -               | Globe de Cristal a la millor pel·lícula                         | À l'origine                        | Nominació | [ 30 ] |
| 2010 | -               | Premi Cinema de la Societat d'Autors (SACD)                     | -                                  | Premiat   |        |
| 2012 | Venècia         | Lleó d'Or                                                       | Superstar                          | Nominació |        |
| 2015 | Film by the Sea | La granota                                                      | Marguerite                         | Premiat   |        |
| 2015 | Venècia         | Lleó Queer                                                      | Marguerite                         | Nominació |        |
| 2015 | Venècia         | Green drop                                                      | Marguerite                         | Nominació |        |
| 2015 | Venècia         | Lleó d'Or                                                       | Marguerite                         | Nominació | [ 31 ] |
| 2015 | Venècia         | Pare Nazareno Taddei                                            | Marguerite                         | Premiat   |        |
| 2016 | Premis César    | César al millor guió original                                   | Marguerite                         | Nominació | [ 32 ] |
| 2016 | Premis César    | César a la millor pel·lícula                                    | Marguerite                         | Nominació | [ 32 ] |
| 2016 | Premis César    | César a la millor direcció                                      | Marguerite                         | Nominació | [ 32 ] |
| 2016 | Premis Lumières | Lumière al millor guió                                          | Marguerite                         | Nominació |        |
| 2016 | Premis Lumières | Lumière al millor director                                      | Marguerite                         | Nominació |        |
| 2016 | Premis Lumières | Lumière a la millor pel·lícula                                  | Marguerite                         | Nominació |        |
| 2016 | -               | Premi Magritte a la millor pel·lícula estrangera en coproducció | Marguerite                         | Nominació |        |
| 2021 | Sant Sebastià   | Premi del públic Ciutat de Donostia                             | Illusions perdues                  | Nominació | [ 33 ] |
| 2021 | Venècia         | Lleó d'Or                                                       | Illusions perdues                  | Nominació | [ 34 ] |
| 2022 | Premis César    | César a la millor direcció                                      | Illusions perdues                  | Nominació |        |
| 2022 | Premis César    | César a la millor adaptació                                     | Illusions perdues                  | Premiat   | [ 35 ] |
| 2022 | Premis Lumières | Lumière al millor director                                      | Illusions perdues                  | Nominació | [ 36 ] |
| 2022 | Premis Lumières | Lumière a la millor pel·lícula                                  | Illusions perdues                  | Nominació | [ 36 ] |
| 2022 | Premis Lumières | Lumière al millor guió                                          | Illusions perdues                  | Premiat   | [ 37 ] |